# Lacinipolia erecta
Lacinipolia erecta är en fjärilsart som beskrevs av Walker 1856. Lacinipolia erecta ingår i släktet Lacinipolia och familjen nattflyn. Inga underarter finns listade i Catalogue of Life.